# Georgijské poradní kameny
Georgijské poradní kameny (anglicky Georgia Guidestones, česky též Americké Stonehenge, ale tento název není jednoznačný) byl velký žulový monument, který se nacházel na soukromém pozemku v Elbert County ve státě Georgie ve Spojených státech amerických. Do velkých kamenů, které byly šest metrů vysoké, byl v osmi současných jazycích vytesán text, nazývaný „desatero přikázání“ nebo „deset zásad“, popř. stručně „poselství“.

## Poselství
Poselství bylo tvořeno deseti zásadami a bylo vyryto v osmi různých jazycích na čtyřech velkých svisle umístěných žulových deskách. Každá z osmi stěn obsahovala text v jiném jazyce. Ve směru hodinových ručiček kolem monumentu byly to tyto jazyky: angličtina, španělština, svahilština, hindština, hebrejština, arabština, čínština a ruština.
- Udržujte počet lidí pod hranicí 500 000 000 v trvalé rovnováze s přírodou.
- Dělejte reprodukci moudře s ohledem na zlepšování tělesné kondice a rozmanitosti.
- Sjednoťte lidstvo novým živým jazykem.
- Ovládněte vášně – víru – tradice a všechny věci smírnou cestou.
- Ochraňujte lidi a národy spravedlivými zákony a soudy.
- Ať se všechny národy řídí svými zákony a externí spory nechť řeší světový soud.
- Zrušte zbytečné zákony a zbytečné úředníky.
- Vyvažujte osobní práva povinnostmi ke společnosti.
- Oceňujte pravdu, krásu a lásku ve snaze o harmonii s nekonečnem.
- Nebuďte rakovinou na Zemi – dejte prostor přírodě – nechte místo pro přírodu.

Na obvodových stěnách svrchního kamene byl ve čtyřech starých jazycích (babylonština, starořečtina, sanskrt a egyptské hieroglyfy) vytesáno
- Nechť jsou toto poradní kameny Věku rozumu.

## Umístění a popis
Žulový monument se nacházel na kopci jehož vrchol je nejvyšším místem regionu Elbert County ve státě Georgie, asi 140 km východně od Atlanty a zhruba 14 km severně od Elbertonu. Kameny stály nedaleko od dálnice Georgia Highway 77 a vedla k nim cesta označená jako Guidestones Rd.
Zhruba 6,1 m vysoký monument byl tvořen šesti žulovými deskami o celkové hmotnosti zhruba 110 tun. Jedna deska stála uprostřed, ostatní byly uspořádány kolem ní. Poloha desek má význam z hlediska astronomie. Otvor vyvrtaný do desky fungoval jako sluneční kalendář. Každý den v poledne tak sluneční paprsky označovaly příslušný den v roce.
Pár metrů na západ od monumentu byla v zemi další žulová deska, na níž byly zaznamenány údaje o velikosti a hmotnost]i všech desek, a také tam byly popsány vlastnosti desek z astronomického hlediska. Spolu s dalšími údaji byly na desce zazanmenáno také datum k dokončení stavby. Spekuluje se take o časové kapsli umístěné pod deskou. Pozice vyhrazená na desce pro datum zakopání pouzdra je ale prázdná, takže není jasné, zda časová kapsle byla vůbec zakopána.

## Historie monumentu
Původ monumentu se zatím nepodařilo zcela objasnit. V červnu roku 1979 si stavbu monumentu u Elbertonské společnosti pro zpracování žuly objednal muž, který se představil pod pseudonymem R. C. Christian. Uvedl, že zastupuje skupinu, která chce lidstvu nabídnout cestu humanity, a že má v úmyslu vybudovat stavbu, která předá lidstvu důležité poselství. 
Dodnes se nepodařilo zjistit jeho pravé jméno ani jména těch, které zastupoval. Podle některých hypotéz může být pseudonym odvozen od jména legendárního zakladatele středověkého řádu rosekruciánů Christiana Rosenkreuze.

## Spor
Yoko Ono, vdova po Johnu Lennonovi, pochválila poselství vytesané do žulových desek jako „vzrušující výzvu k racionálnímu myšlení“. Oponenti naopak poselství označili za desatero Antikrista.
Žulový monument se stal předmětem zájmu konspiračních teoretiků. Jeden z nich, aktivista jménem Mark Dice, požadoval rozbití monumentu na milion kousků. Prohlásil, že monument je satanského původu, a že R. C. Christian patří k luciferiánské tajné společnosti, usilující o Nový světový řád. 
V roce 2008 byly žulové desky vandalským způsobem postříkány červenou polyuretanovou barvou. Objevil se mimo jiné nápis „Smrt novému světovému řádu“.
6. července 2022 byla jedna z desek odpálena neznámými pachateli. Kvůli bezpečnosti byly zbývající desky následující den zbourány Úřadem pro vyšetřování státu Georgia.